# Moslins
Moslins est une commune française, située dans le département de la Marne en région Grand Est.

## Géographie
Moslins est une commune située au creux de la vallée du Darcy, entourée de collines boisées d'où ruissellent plusieurs sources.
| |                             |         |
| \| Morangis \| Mancy \| \| \| Morangis \| Moslins \| Grauves \| \| Montmort-Lucy \| Chaltrait, Villers-aux-Bois \| Gionges \| |                             |         |
| Morangis | Mancy                       |         |
| Morangis | Moslins                     | Grauves |
| Montmort-Lucy | Chaltrait, Villers-aux-Bois | Gionges |

### Hydrographie
La commune est dans la région hydrographique « la Seine de sa source au confluent de l'Oise (exclu) » au sein du bassin Seine-Normandie. Elle est drainée par le ruisseau d'Argensolle, le Fossé 01 du Champ Trubart, le ruisseau des Buzons et les Rosettes,.

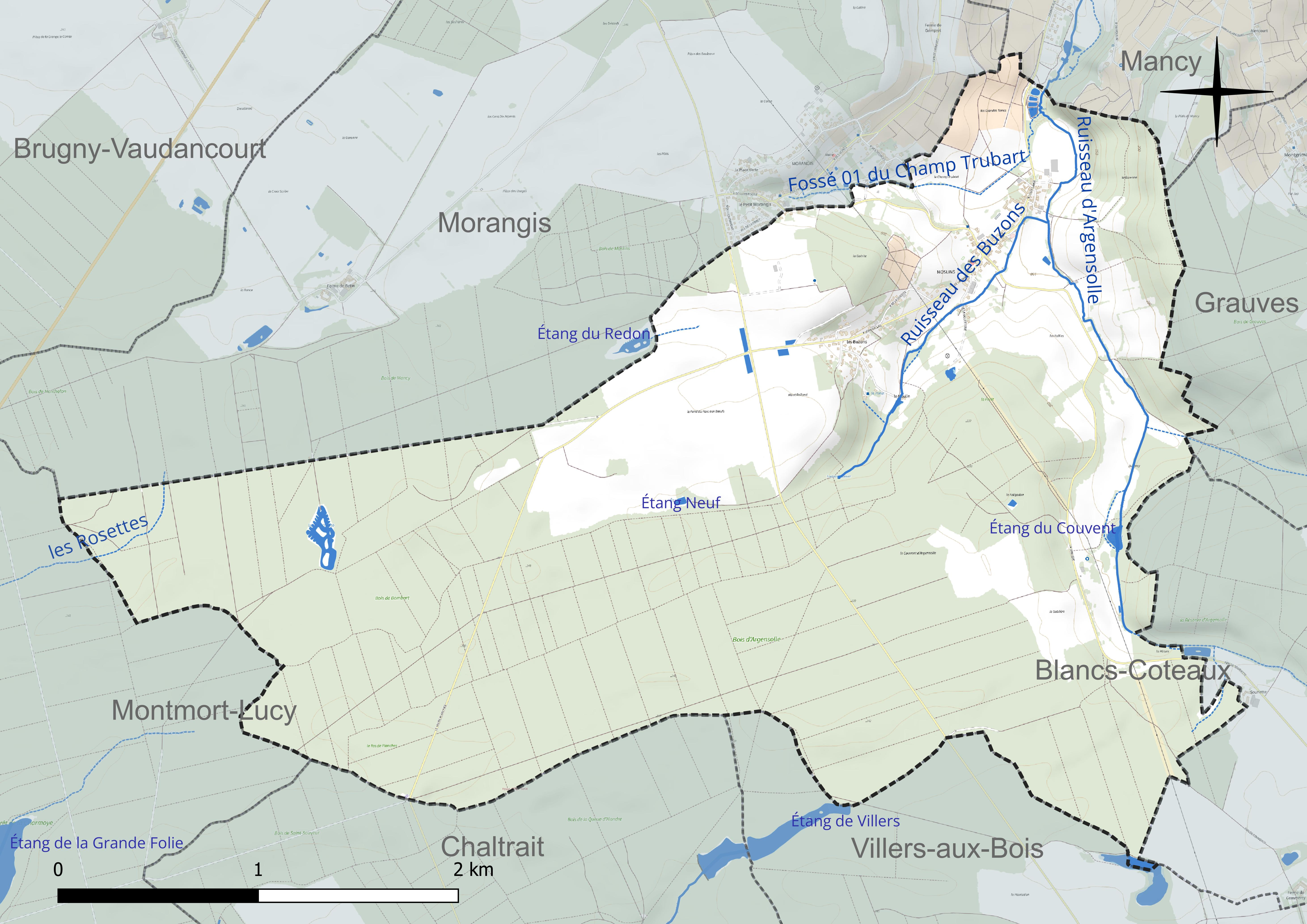
Réseau hydrographique de Moslins.

Deux plans d'eau complètent le réseau hydrographique : l'étang du Couvent (0,6 ha) et l'étang Neuf (0,2 ha),.

### Climat
Pour des articles plus généraux, voir Climat du Grand Est et Climat de la Marne.
En 2010, le climat de la commune est de type climat océanique dégradé des plaines du Centre et du Nord, selon une étude du Centre national de la recherche scientifique s'appuyant sur une série de données couvrant la période 1971-2000. En 2020, Météo-France publie une typologie des climats de la France métropolitaine dans laquelle la commune est exposée à un climat océanique altéré et est dans la région climatique  Nord-est du bassin Parisien, caractérisée par un ensoleillement médiocre, une pluviométrie moyenne régulièrement répartie au cours de l’année et un hiver froid (3 °C). 
Pour la période 1971-2000, la température annuelle moyenne est de 10,4 °C, avec une amplitude thermique annuelle de 15,8 °C. Le cumul annuel moyen de précipitations est de 777 mm, avec 12,7 jours de précipitations en janvier et 8,7 jours en juillet. Pour la période 1991-2020, la température moyenne annuelle observée sur la station météorologique de Météo-France la plus proche, « Chouilly », sur la commune de Chouilly à 9 km à vol d'oiseau, est de 11,4 °C et le cumul annuel moyen de précipitations est de 668,9 mm. 
La température maximale relevée sur cette station est de 40,3 °C, atteinte le 25 juillet 2019 ; la température minimale est de −12,3 °C, atteinte le 5 février 2012,,. 
Les paramètres climatiques de la commune ont été estimés pour le milieu du siècle (2041-2070) selon différents scénarios d'émission de gaz à effet de serre à partir des nouvelles projections climatiques de référence DRIAS-2020. Ils sont consultables sur un site dédié publié par Météo-France en novembre 2022.

## Urbanisme

### Typologie
Au 1er janvier 2024, Moslins est catégorisée commune rurale à habitat dispersé, selon la nouvelle grille communale de densité à sept niveaux définie par l'Insee en 2022.
Elle est située hors unité urbaine. Par ailleurs la commune fait partie de l'aire d'attraction d'Épernay, dont elle est une commune de la couronne,. Cette aire, qui regroupe 44 communes, est catégorisée dans les aires de 50 000 à moins de 200 000 habitants,.

### Occupation des sols
L'occupation des sols de la commune, telle qu'elle ressort de la base de données européenne d’occupation biophysique des sols Corine Land Cover (CLC), est marquée par l'importance des forêts et milieux semi-naturels (69,9 % en 2018), une proportion sensiblement équivalente à celle de 1990 (70,2 %). La répartition détaillée en 2018 est la suivante : 
forêts (69,9 %), terres arables (24,2 %), zones agricoles hétérogènes (4,4 %), cultures permanentes (1 %), zones urbanisées (0,4 %). L'évolution de l’occupation des sols de la commune et de ses infrastructures peut être observée sur les différentes représentations cartographiques du territoire : la carte de Cassini (XVIIIe siècle), la carte d'état-major (1820-1866) et les cartes ou photos aériennes de l'IGN pour la période actuelle (1950 à aujourd'hui).

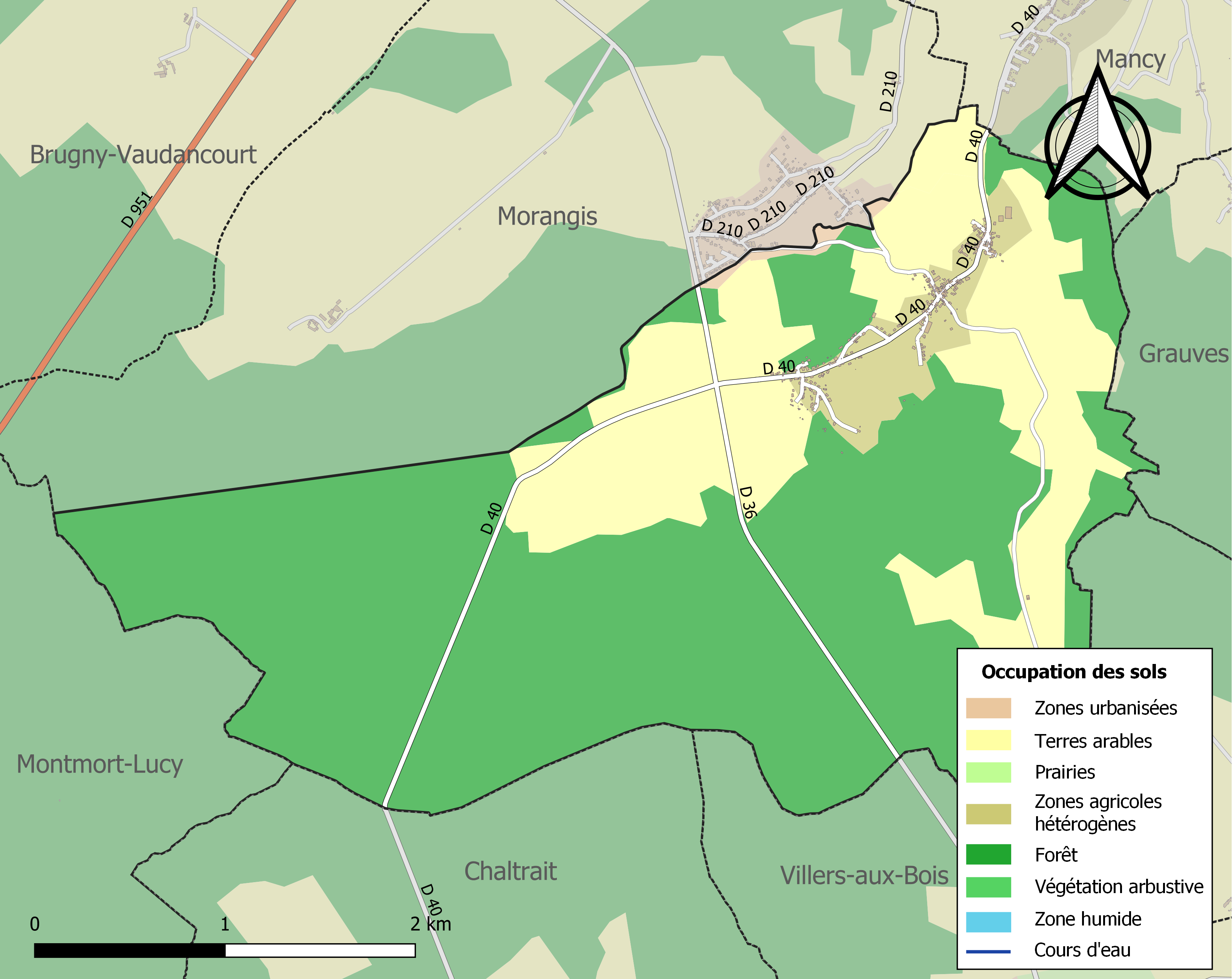
Carte des infrastructures et de l'occupation des sols de la commune en 2018 (CLC).

### Voies de communication et transports
Membre de la communauté d'agglomération Épernay, Coteaux et Plaine de Champagne, Moslins bénéficie du service de transport à la demande (TAD) du réseau Mouvéo. La commune dispose d'un arrêt sur la ligne J entre Moslins et Épernay, qui propose en 2025 deux allers et deux retours par jour (du lundi au samedi hors jours fériés).

## Toponymie
L'étymologie du nom Moslins au fil des ans :
- 1157 - Molin ;
- 1172 - Molendina, Molins ;
- 1222 - Les Moulins, le Moulin, Moulins ;
- 1225 - Molinum ;
- 1398 - Moulins ;
- 1445 - Fief de Molins lex Espernay ;
- 1573 - Moulins-en-Brye ;
- 1783 - Moslins ;
- 1789 - Molins ;
- 1890 - Moslins.

De l'oïl molin, moulin, d'abord au singulier.

## Histoire
Moslins est un fief indépendant protégé par la puissante abbaye d'Argensolles. Morangis le village voisin, donne sa forêt communale (60 hectares : 60 % de chênes, 10 % de charmes, 30 % de bois blancs) au village de Moslins pour être protégé et intégré au fief.

### Moslins et les moulins
À Moslins se rejoignent deux ruisseaux, l'un passant au pied des Buzons où se trouvait un moulin, l'autre venant d'Argensolles, célèbre abbaye. Moslins dont le nom apparaît dans les textes en 1157 doit son nom à la présence de nombreux moulins à une époque reculée. L'un d'eux existait encore en 1789 puisque dans son cahier de doléances, la communauté du village signale : « Un ruisseau coule de temps immémorial et va se décharger dans l'écluse du moulin. Le seigneur, sans autre motif que de nuire aux habitants de sa terre, le détourna de son lit ordinaire, en fit creuser un nouveau vers son terrain mettant les habitants dans le plus grand embarras pour se procurer l'eau nécessaire à l'usage de la vie. »
En 1848, il y avait encore trois moulins, l'un exploités par M.P. Vatel et 3 ouvriers, un autre loué à M. Dupuis par M. Descourtils, et le dernier loué par M. Joffre-Vatel à M. Henry Moïse fonctionnait avec 5 ouvriers. Le moulin des Buzons s'arrêta de travailler après la guerre de 1914. En 1930 il était signalé comme maison de cultures et ne fonctionnait plus depuis 10 ans.

## Politique et administration

### Intercommunalité
La commune, antérieurement membre de la communauté de communes des Trois Coteaux, l'a quittée le 31 décembre 2013 pour rejoindre le 1er janvier 2014 la communauté de communes de la Région de Vertus, conformément aux prévisions du schéma départemental de coopération intercommunale (SDCI) de la Marne du 15 décembre 2011,.

### Liste des maires
| Période                                  | Période                      | Identité            | Étiquette | Qualité                         |
| ---------------------------------------- | ---------------------------- | ------------------- | --------- | ------------------------------- |
| Les données manquantes sont à compléter. |                              |                     |           |                                 |
| 1989                                     | 2008                         | Jean-Robert Charlot | PS        |                                 |
| 2008                                     | En cours (au 4 juillet 2014) | Madeleine Jazeron   |           | Réélue pour le mandat 2014-2020 |

## Équipements et services publics

### Eau et déchets
L'approvisionnement en eau potable et l'assainissement des eaux usées sont des compétences de la communauté d'agglomération Épernay Agglo Champagne, gérées par le biais de son service « Régie Eau et Assainissement » depuis le 1er janvier 2022. La commune de Moslins est alimentée en eau potable par les sources Fontaine Garnier et Mont-Roland, situées sur son territoire. Moslins accueille une station d'épuration. L'assainissement collectif y est assuré en régie par la communauté d'agglomération.
La communauté d'agglomération est également compétente en matière de déchets. La collecte des ordures ménagères résiduelles, des déchets recyclables et des biodéchets est réalisée en porte à porte, par mise à disposition de trois bacs distincts. La communauté d'agglomération adhèrant au syndicat de valorisation des ordures ménagères de la Marne (SYVALOM), ces déchets sont amenés au centre de transfert départemental de Pierry puis valorisés sur le site de La Veuve. La collecte du verre et des textiles se fait en apport volontaire. La communauté d'agglomération met par ailleurs trois déchèteries à disposition de ses habitants : à Magenta, Pierry et Voipreux.

### Enseignement
Moslins fait partie de l'académie de Reims.
Par le biais de la communauté d'agglomération, la commune appartient au syndicat mixte scolaire des Trois Coteaux, qui gère les écoles de Grauves. Situées rue Loucheur, les écoles de Grauves accueillent 53 élèves de maternelle et 79 élèves d'élémentaire (chiffres 2024-2025).
Les enfants de Moslins sont ensuite rattachés au collège Antoine de Saint-Exupéry d'Avize et au lycée Stéphane-Hessel d'Épernay.

### Postes et télécommunications
Une boîte aux lettres de La Poste se trouve sur le territoire de la commune, rue de la Mairie. Les bureaux de poste les plus proches sont situés à Avize, Cramant, Pierry et Saint-Martin-d'Ablois.

### Justice, sécurité et secours
Du point de vue judiciaire, Moslins relève du conseil de prud'hommes d'Épernay, du tribunal de commerce de Reims, du tribunal de proximité, du tribunal judiciaire, du tribunal paritaire des baux ruraux et du tribunal pour enfants de Châlons-en-Champagne, dans le ressort de la cour d'appel de Reims. Pour le contentieux administratif, la commune dépend du tribunal administratif de Châlons-en-Champagne et de la cour administrative d'appel de Nancy.
Moslins est située en secteur Gendarmerie nationale et dépend de la brigade d'Avize.
En matière d'incendie et de secours, la caserne la plus proche est celle d'Épernay, rattachée au Service départemental d'incendie et de secours (SDIS) de la Marne.

## Démographie
L'évolution du nombre d'habitants est connue à travers les recensements de la population effectués dans la commune depuis 1793. Pour les communes de moins de 10 000 habitants, une enquête de recensement portant sur toute la population est réalisée tous les cinq ans, les populations de référence des années intermédiaires étant quant à elles estimées par interpolation ou extrapolation. Pour la commune, le premier recensement exhaustif entrant dans le cadre du nouveau dispositif a été réalisé en 2008.

En 2022, la commune comptait 285 habitants, en évolution de −8,65 % par rapport à 2016 (Marne : −1,19 %, France hors Mayotte : +2,11 %).
| 1793 | 1800 | 1806 | 1821 | 1831 | 1836 | 1841 | 1846 | 1851 |
| ---- | ---- | ---- | ---- | ---- | ---- | ---- | ---- | ---- |
| 278  | 324  | 353  | 318  | 372  | 426  | 445  | 448  | 441  |

| 1856 | 1861 | 1866 | 1872 | 1876 | 1881 | 1886 | 1891 | 1896 |
| ---- | ---- | ---- | ---- | ---- | ---- | ---- | ---- | ---- |
| 411  | 419  | 410  | 393  | 402  | 370  | 372  | 366  | 370  |

| 1901 | 1906 | 1911 | 1921 | 1926 | 1931 | 1936 | 1946 | 1954 |
| ---- | ---- | ---- | ---- | ---- | ---- | ---- | ---- | ---- |
| 336  | 325  | 283  | 260  | 220  | 188  | 170  | 187  | 197  |

| 1962 | 1968 | 1975 | 1982 | 1990 | 1999 | 2006 | 2008 | 2013 |
| ---- | ---- | ---- | ---- | ---- | ---- | ---- | ---- | ---- |
| 192  | 192  | 183  | 227  | 237  | 230  | 268  | 279  | 309  |

| 2018 | 2022 | - | - | - | - | - | - | - |
| ---- | ---- | - | - | - | - | - | - | - |
| 304  | 285  | - | - | - | - | - | - | - |

## Lieux et monuments
- De nombreux points de vue sont à découvrir grâce à deux circuits de randonnée mis en place par les Côteaux Sud d'Épernay : les sentiers 2 et 5 au départ de la place de la Bourrelerie.
- Église du XIIe siècle dédiée à saint Pierre.
- Abbaye cistercienne Notre-Dame d'Argensolles, fondée au XIIIe siècle.
- Gîtes ruraux.

## Personnalités liées à la commune
Les directeurs de l'école de Moslins au fil des siècles :
- 1734, Antoine Henry ;
- 1742, Jean Oudinot ;
- 1754, Pierre Lecrivain ;
- 1808, Pierre Vachez ;
- 1811, Jean-Charles Serrure ;
- 1818, Louis Prin ;
- 1832, Charles Ploix;
- 1837, Eugène Millet ;
- 1851, Garinet ;
- 1867, Vadel ;
- 1870, Leglaive ;
- 1873, Bugg ;
- 1877, Guenaire ;
- 1886, Jean Felix ;
- 1900, Ollivain ;
- 1912, Albert Godart ;
- 1935, Robert Benoit ;
- 1972, Nicole Grandjean-Barbier.

En 1990, par décision académique, l'école de Moslins est fermée.